# Galupe
Pour les articles homonymes, voir Gallup.
Un ou une galupe ou galup ou galupat (du gascon galupa) est l'appellation gasconne des anciennes gabares. Ce type de barque à fond plat était utilisée pour le transport fluvial des marchandises dans les Landes de Gascogne jusqu'au début du XXe siècle.

## Présentation
Sa technologie est d'inspiration double : comme le chalibardon ou la tilhole, elle dérive d'un chaland monoxyle, puis polyxyle. Elle emprunte par ailleurs la technologie de ses bordages à clin au courau.
Construites en chêne, les galupes mesuraient de dix à vingt-cinq mètres de long sur quatre à cinq mètres de large, pesaient quinze à vingt tonnes et pouvaient emporter jusqu'à soixante-dix tonnes de marchandises. La poupe, de forme carrée et relevée, offrait un abri de fortune. La forme de la proue, pointue et relevée, facilitait l'accostage. 
Barque à fond plat, de faible tirant d'eau pour éviter le piège des hauts-fonds sablonneux des rivières et munies en guise de gouvernail d'un long aviron de queue, elles descendaient la rivière en s’aidant du courant et la remontaient au halage. Les plus grands modèles étaient équipés de bancs fixes, utiles pour les manœuvres. Plus rarement, certains modèles étaient munis de voiles.
La descente en trois jours de la Midouze et de l’Adour depuis l'ancien port de Mont-de-Marsan, facile et peu onéreuse, s’effectuait via Tartas et Dax jusqu’au port de Bayonne. La remontée était plus compliquée : tirée « à cordelle » depuis le chemin de halage par des bœufs, le bateau exigeait parfois d’énormes avirons.
Il n'est pas impossible que le mot soit de la même origine que « chaloupe » et « sloop ».